# Hugo Gottschlich
Hugo Gottschlich (* 30. Oktober 1905 in Wien; † 22. März 1984 ebenda) war ein österreichischer Kammerschauspieler.

## Leben

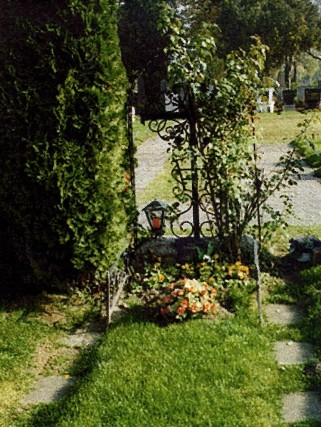
Grabstätte von Hugo Gottschlich

Der Sohn eines Wiener Gemeindebeamten besuchte zunächst eine Handelsschule. Nach der Ausbildung am Wiener Konservatorium debütierte Gottschlich 1927 in Zürich. In Wien spielte er zunächst an verschiedenen Kabarettbühnen. Seine weiteren Stationen waren bis 1940 das Landestheater Innsbruck, die Kammerspiele Wien, das Kabarett Literatur am Naschmarkt, von 1941 bis 1944 das Deutsche Theater in Metz, von 1945 bis 1950 die Komödie Wien, das Theater in der Josefstadt, das Wiener Bürgertheater und das Kabarett Wiener Werkel, bevor Gottschlich schließlich Ensemblemitglied des Wiener Volkstheaters wurde. Dort war er hauptsächlich in komischen Rollen zu sehen. Gottschlich spielte den Kleiderputzer Hutzibutz in Das Haus der Temperamente (1953, auch 1965 bei den Wiener Festwochen), den Schippl in Mein Freund (1955) und den Schuster Knierim in Der böse Geist Lumpazivagabundus (1957). Anschließend war Gottschlich bis zu seinem Tod auch Ensemblemitglied des Wiener Burgtheaters.
Sein Langfilmdebüt hatte er 1940 in dem Streifen Donauschiffer, an der Seite von Attila Hörbiger, ein Jahr zuvor hatte Gottschlich in dem Kurzfilm Ein Bombengeschäft schon Bekanntschaft mit der Leinwand gemacht. Bis 1972 spielte er in zahllosen Filmen mit, darunter Der Postmeister mit Heinrich George, Es schlägt 13 mit Hans Moser und Theo Lingen, 1. April 2000, Pünktchen und Anton, Reich mir die Hand, mein Leben mit Oskar Werner, Hallo Taxi, Mariandl und Der Weibsteufel.
Auch im Fernsehen war Gottschlich häufig zu sehen, speziell in den einschlägigen Krimiserien. Knapp vor seinem Tode hatte er seine letzte Rolle in der TV-Produktion Donauwalzer mit Christiane Hörbiger.
Sein ehrenhalber gewidmetes Grab befindet sich am Wiener Zentralfriedhof (Gruppe 40, Nummer 122).

## Filmografie (Auswahl)
- 1940: Donauschiffer
- 1940: Der Postmeister
- 1948: Hin und her
- 1948: An klingenden Ufern
- 1948: Arlberg-Express
- 1948: Fregola
- 1948: Die Schatztruhe
- 1949: Das Kuckucksei
- 1949: Das Siegel Gottes
- 1949: Mein Freund Leopold (Mein Freund, der nicht nein sagen kann)
- 1949: Vagabunden
- 1949: Eins, zwei, drei – aus
- 1950: Jetzt schlägt’s 13 (Es schlägt 13)
- 1950: Der Wallnerbub (Das Jahr des Herrn)
- 1950: Cordula
- 1951: Kleiner Peter, große Sorgen (Stadtpark)
- 1951: Wien tanzt
- 1951: Es geschehen noch Wunder
- 1952: Abenteuer im Schloss
- 1952: 1. April 2000
- 1952: Der Verschwender
- 1953: Einmal keine Sorgen haben
- 1953: Fräulein Casanova
- 1953: Pünktchen und Anton
- 1953: Eine Nacht in Venedig (Komm in die Gondel)
- 1953: Hab’ ich nur Deine Liebe
- 1955: An der schönen blauen Donau
- 1955: Um Thron und Liebe
- 1955: Reich mir die Hand, mein Leben
- 1956: Hengst Maestoso Austria
- 1956: K. u. K. Feldmarschall
- 1956: Sissi, die junge Kaiserin
- 1956: Lumpazivagabundus
- 1956: Bademeister Spargel
- 1957: Die Heilige und ihr Narr
- 1957: Die Lindenwirtin vom Donaustrand
- 1957: Wien, du Stadt meiner Träume
- 1958: Hallo Taxi
- 1958: Heiratskandidaten
- 1958: Man ist nur zweimal jung
- 1958: Der Priester und das Mädchen
- 1959: Herrn Josefs letzte Liebe
- 1960: Der brave Soldat Schwejk
- 1961: Mariandl
- 1961: Saison in Salzburg
- 1961: Der Bauer als Millionär
- 1962: Mariandls Heimkehr
- 1962: Der Vogelhändler
- 1963: Schwejks Flegeljahre
- 1964: Heirate mich, Chéri
- 1965: Der Alpenkönig und der Menschenfeind
- 1966: Der Weibsteufel
- 1970: Der Querulant
- 1971: Der Fall Jägerstätter
- 1972: Sie nannten ihn Krambambuli
- 1973: Ein junger Mann aus dem Innviertel
- 1976: Jakob der Letzte
- 1984: Donauwalzer

## Auszeichnungen
- 1971 Kainz-Medaille
- Ihm zu Ehren wurde eine Parkanlage im 20. Wiener Gemeindebezirk Hugo-Gottschlich-Park benannt.